# Lõhavere oja
Lõhavere oja är ett vattendrag i Suure-Jaani kommun i landskapet Viljandimaa i centrala Estland. Ån är 19 km lång och är ett sydligt vänsterbiflöde till Navesti jõgi och ingår i Pärnuflodens avrinningsområde. Från källan vid byn Tällevere rinner ån åt nordväst och passerar bland annat byarna Lõhavere och Päraküla innan den sammanflödar med Navesti jõgi vid byn Vihi. Ängi oja är ett 13 km långt vänsterbiflöde till Lõhavere oja.   